# Dłużynka

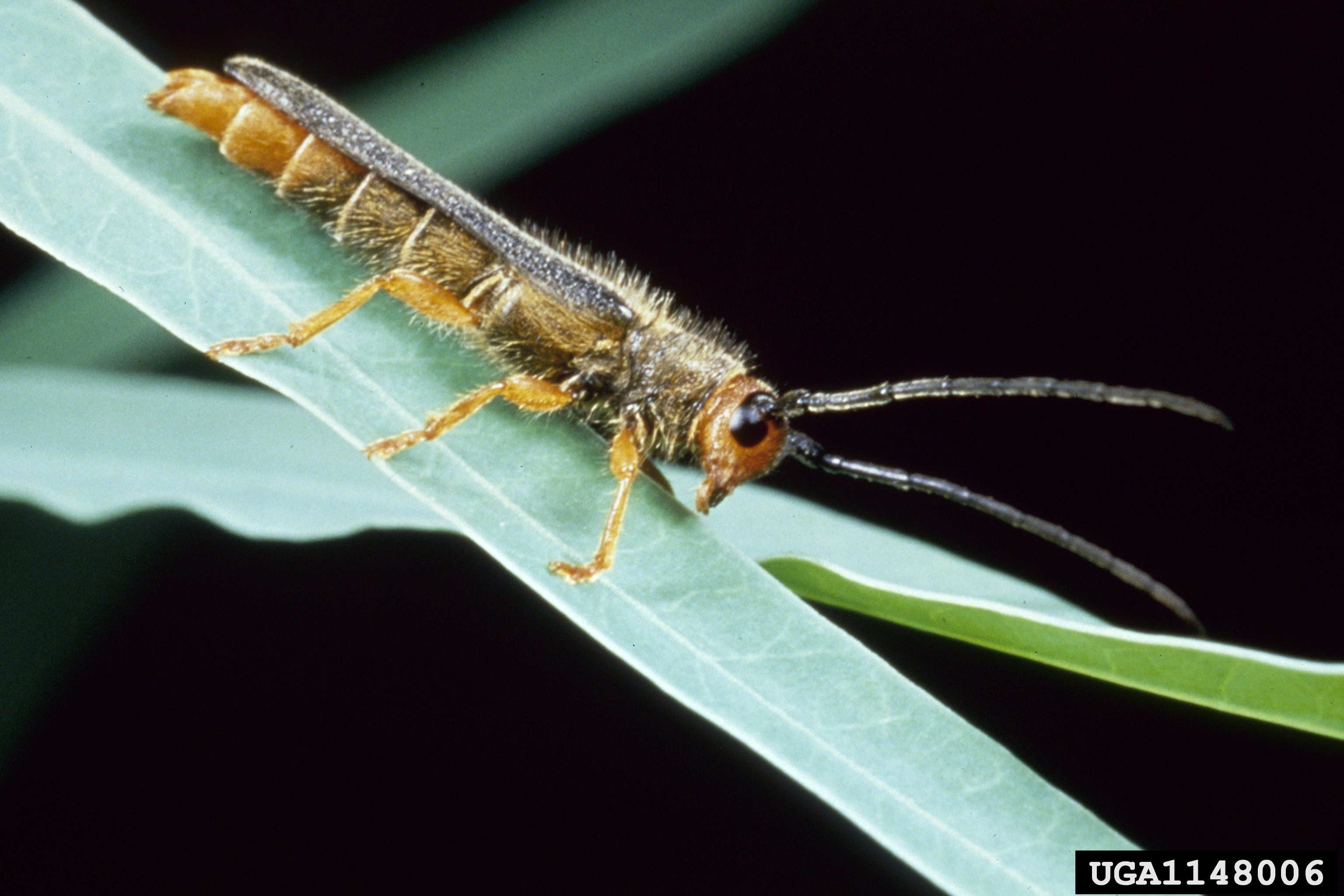
Dłużynka wilczomleczowa

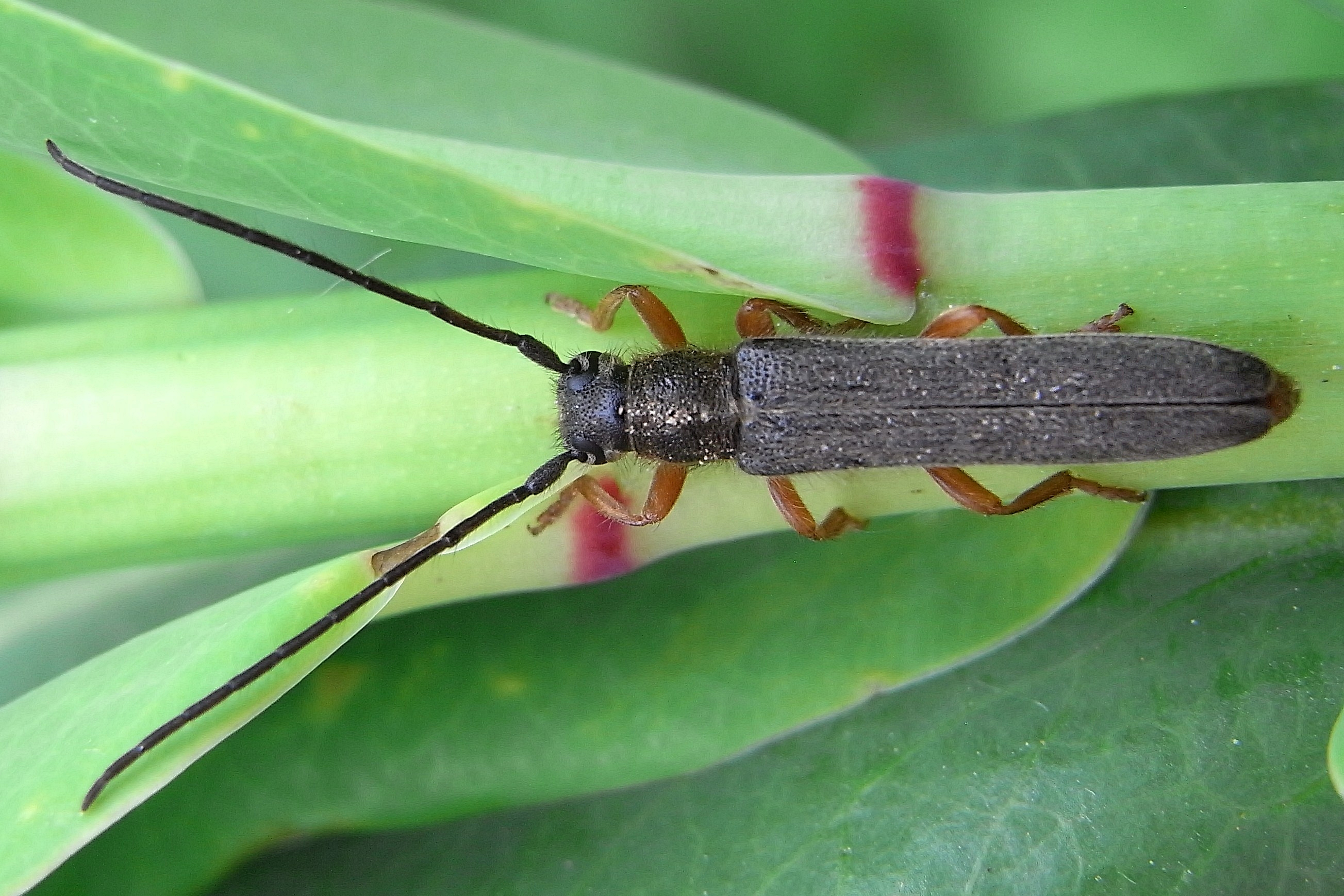
Oberea euphorbiae

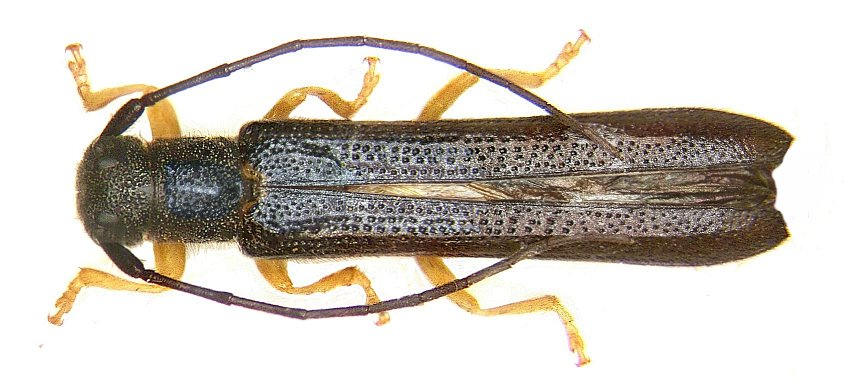
Dłużynka leszczynówka

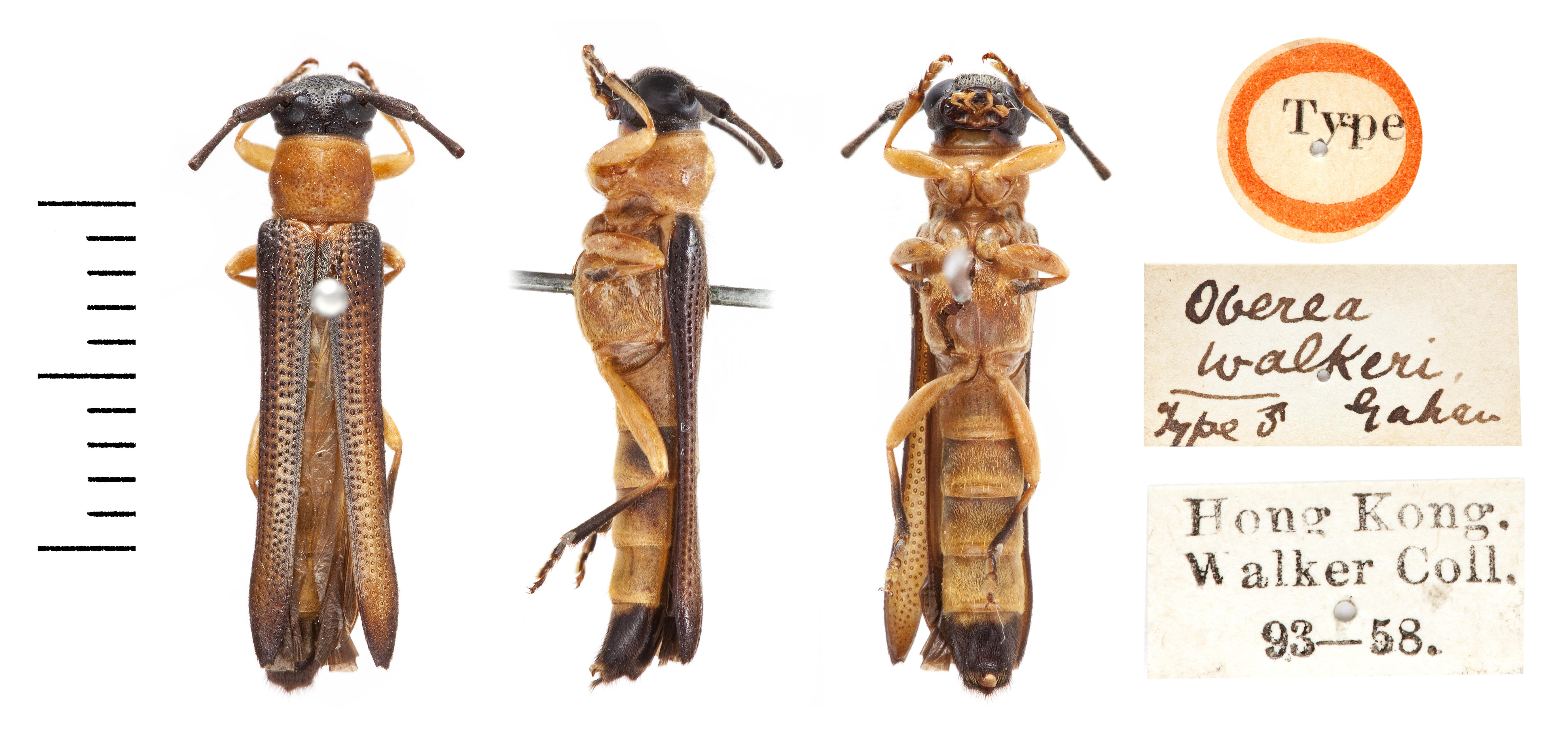
Oberea walkeri

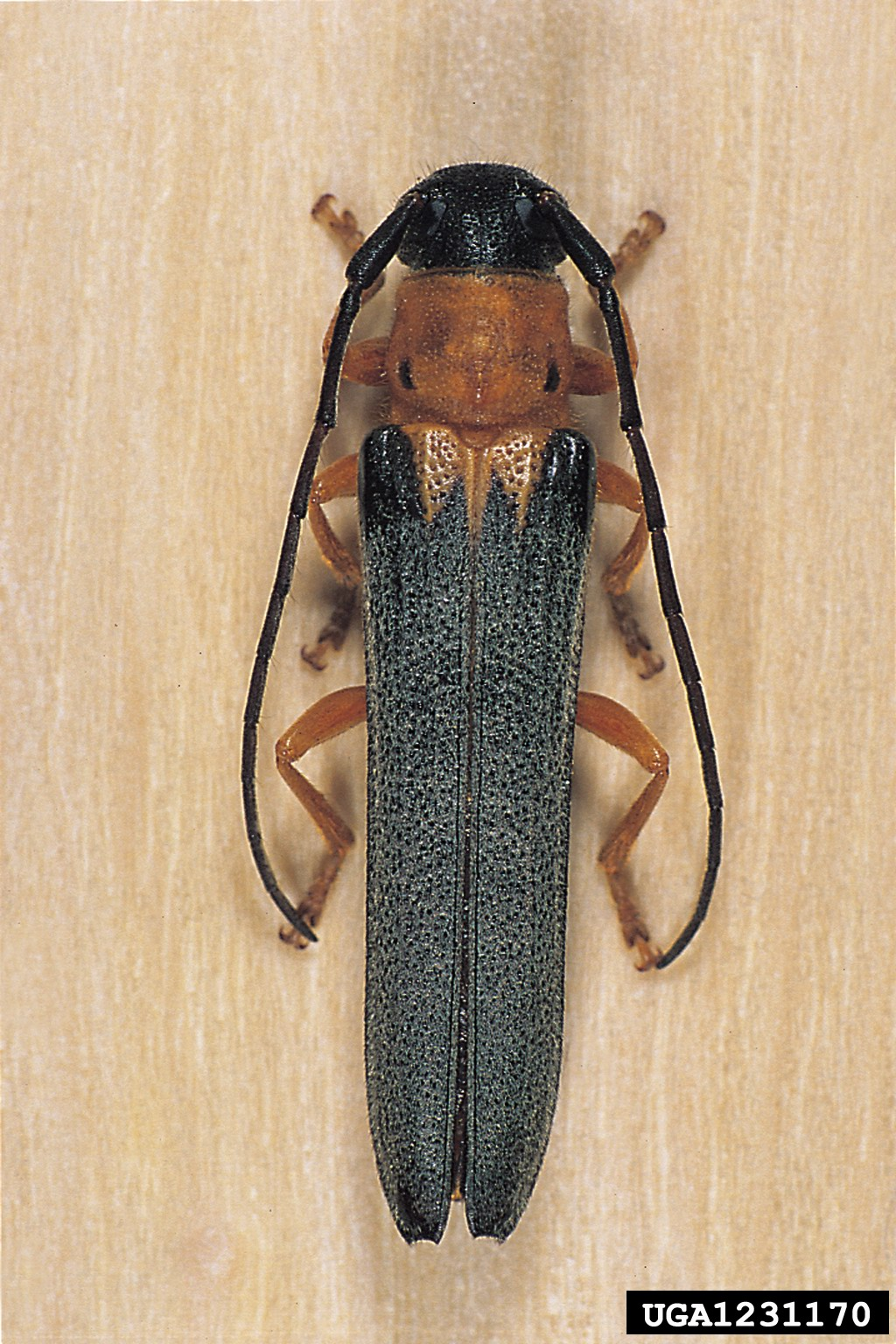
Dłużynka wiciokrzewowa

Dłużynka (Oberea) – rodzaj chrząszczy z rodziny kózkowatych i podrodziny zgrzypikowych.

## Morfologia
Chrząszcze te mają wydłużone, prawie walcowate ciała, które ku tyłowi są mniej lub więcej ścięte. Głowa o małych dołkach czułkowych, szerokim czole i głęboko wciętych lub wręcz prawie podzielonych oczach. Długość czułków niewiele różni się od długości ciała. Na przedpiersiu obecny jest wąski, regularnie łukowato wygięty wyrostek. Mniej lub bardziej zwężone ku tyłowi pokrywy mają nieco ścięte wierzchołki. Odnóża krótkie. Tylna ich para charakteryzuje się nieco nabrzmiałymi udami, nieprzekraczającymi jednak drugiego sternitu odwłoka. Odwłok bardzo długi.

## Zasięg występowania
Przedstawiciele tego rodzaju występują w Europie, Azji, Afryce oraz Ameryce Północnej.
W Europie występuje 9 gatunków.

## Taksonomia
Rodzaj ten został opisany w 1835 roku przez Pierre’a F.M.A. Dejeana. Cerambyx oculatus został wyznaczony jego gatunkiem typowym przez Thomsona w 1864 roku. Baza Cerambycidae of the World wyróżnia dwa podrodzaje: nominatywny i Obrea (Amaurostoma) Müller, 1906, podczas gdy BioLib.cz traktuje ten drugi takson jako synonim.
Do rodzaju dłużynka należy 319 opisanych gatunków i 2 podrodzaje:

- Podrodzaj: Amaurostoma Müller, 1906
  - Oberea donceeli Pic, 1907
  - Oberea erythrocephala (Schrank, 1776) – dłużynka wilczomleczowa
  - Oberea euphorbiae (Germar, 1813)
  - Oberea histrionis Pic, 1917
  - Oberea ressli Demelt, 1963
  - Oberea ruficeps Fischer von Waldheim, 1842
  - Oberea taygetana Pic 1901 – dłużynka peloponeska
- Podrodzaj: Oberea Dejean, 1835
  - Oberea abdominalis Jordan 1894
  - Oberea acuta Gressitt, 1951
  - Oberea adumbrata Tippmann, 1958
  - Oberea adumbrata Tippmann, 1958
  - Oberea affinis Leng et Hamilton, 1896
  - Oberea alexandrovi Plavilstshikov, 1921
  - Oberea andamana Breuning, 1961
  - Oberea andamanica Breuning, 1961
  - Oberea angolana Breuning, 1961
  - Oberea angolensis Breuning, 1950
  - Oberea anguina Pascoe, 1867
  - Oberea angustata Pic, 1923
  - Oberea annamensis Breuning, 1969
  - Oberea annulicornis Pascoe, 1858
  - Oberea anterufa Breuning, 1961
  - Oberea apicenigrata Breuning, 1961
  - Oberea artocarpi Gardner, 1941
  - Oberea assamensis Breuning, 1982
  - Oberea aterrima Breuning, 1961
  - Oberea atricilla Fairmaire, 1893
  - Oberea atricilloides Breuning, 1964
  - Oberea atroantennalis Breuning, 1961
  - Oberea atropunctata Pic, 1916
  - Oberea auricollis Aurivillius, 1922
  - Oberea auriventris Breuning, 1961
  - Oberea baliana Breuning, 1961
  - Oberea balineae Heller, 1915
  - Oberea bangueyensis Breuning, 1950
  - Oberea batoensis Breuning, 1950
  - Oberea bicallosicollis Pic 1933
  - Oberea bicoloricornis Pic, 1915
  - Oberea bicoloripennis Breuning, 1950
  - Oberea bimaculata (Olivier, 1795)
  - Oberea bimaculicollis Breuning, 1961
  - Oberea binotaticollis Pic, 1915
  - Oberea birmanica Gahan, 1895
  - Oberea bisbimaculata Breuning, 1961
  - Oberea bisbipunctata Pic, 1916
  - Oberea bisbipunctulata Breuning, 1961
  - Oberea bivittata Aurivillius, 1911
  - Oberea bootangensis Breuning, 1961
  - Oberea breviantennalis Kurihara et N. Ohbayashi, 2006
  - Oberea brevithorax Gressitt 1936
  - Oberea callosicollis Breuning, 1961
  - Oberea cariniscapus Breuning, 1956
  - Oberea caseyi Plavilstshikov, 1926
  - Oberea ceylonica Aurivillius, 1921
  - Oberea chapaensis Pic, 1928
  - Oberea cingulata Aurivillius, 1914
  - Oberea circumscutellaris Breuning, 1961
  - Oberea clara Pascoe, 1866
  - Oberea compta Pascoe, 1867
  - Oberea conica Wang, Jiang et Zheng, 2002
  - Oberea consentanea Pascoe, 1867
  - Oberea coxalis Gressitt, 1940
  - Oberea curialis Pascoe, 1866
  - Oberea curticollis Pic, 1928
  - Oberea curtilineata Pic, 1915
  - Oberea davaoensis Breuning, 1961
  - Oberea deficiens Casey, 1924
  - Oberea delongi Knull, 1928
  - Oberea demissa Newman, 1842
  - Oberea denominata Plavilstshikov, 1926
  - Oberea densepilosa Breuning, 1955
  - Oberea densepunctata Breuning, 1954
  - Oberea densepunctipennis Breuning 1962
  - Oberea depressa Gebler, 1825
  - Oberea difformis Jordan, 1894
  - Oberea discoidalis Jordan
  - Oberea distinctipennis Pic, 1902
  - Oberea diversimembris Pic 1923
  - Oberea diversipes Pic 1919
  - Oberea elegantula Kolbe, 1894
  - Oberea elongaticollis Breuning, 1961
  - Oberea elongatipennis Pic, 1940
  - Oberea erythrostoma Heller, 1915
  - Oberea ferruginea (Thunberg, 1787)
  - Oberea flava Breuning, 1961
  - Oberea flavipennis Kurihara et Ohbayashi 2007
  - Oberea flavipes Haldeman, 1847
  - Oberea flavoantennalis Breuning, 1961
  - Oberea flavoantennata Breuning, 1961
  - Oberea flavoterminata Heller 1915
  - Oberea flavodiscalis Breuning, 1982
  - Oberea flavotrigonalis Breuning, 1950
  - Oberea florensis Breuning, 1961
  - Oberea floresica Breuning, 1961
  - Oberea formosana Pic, 1911
  - Oberea formososylvia Kurihara et Ohbayashi 2007
  - Oberea fulviceps Breuning, 1950
  - Oberea fuscicollis Breuning, 1961
  - Oberea fuscipennis (Chevrolat, 1852)
  - Oberea fusciventris Fairmaire, 1895
  - Oberea gabunensis Breuning 1950
  - Oberea gracilis (Fabricius, 1801)
  - Oberea gracillima Pascoe, 1867
  - Oberea griseopennis Schwarzer, 1925
  - Oberea grossepunctata Breuning, 1947
  - Oberea hanoiensis Pic, 1923
  - Oberea hebescens Bates, 1873
  - Oberea heudei Pic 1936
  - Oberea herzi Ganglbauer, 1887
  - Oberea heyrovskyi Pic, 1927
  - Oberea himalayana Breuning, 1971
  - Oberea holatripennoides Löbl et Smetana 2010
  - Oberea holonigra Breuning, 1961
  - Oberea humeralis Gressitt, 1939
  - Oberea humilis Fairmaire, 1894
  - Oberea inclusa Pascoe, 1858
  - Oberea incompleta Fairmaire, 1897
  - Oberea infragrisea Breuning, 1978
  - Oberea infranigra Breuning, 1961
  - Oberea infranigrescens Breuning 1960
  - Oberea infrasericea Breuning, 1951
  - Oberea infratestacea Pic 1936
  - Oberea insoluta Pascoe, 1867
  - Oberea insperans Pascoe, 1867
  - Oberea ishigakiana Matsushita, 1941
  - Oberea japonica Thunberg, 1787
  - Oberea javana Breuning, 1961
  - Oberea javanicola Breuning, 1950
  - Oberea jordani Aurivillius, 1923
  - Oberea kanarensis Breuning, 1950
  - Oberea kandyana Breuning, 1961
  - Oberea kangeana Breuning, 1969
  - Oberea keyensis Breuning, 1961
  - Oberea komiyai Kurihara et Ohbayashi, 2006
  - Oberea kostini Danilevsky, 1988
  - Oberea kualabokensis Hayashi, 1976
  - Oberea kunbirensis Breuning, 1953
  - Oberea lacana Pic, 1923
  - Oberea laetifica Pascoe, 1867
  - Oberea lama Gressitt 1942
  - Oberea laosensis Breuning, 1963
  - Oberea lateapicalis Pic, 1939
  - Oberea latericollis Breuning, 1961
  - Oberea laterinigricollis Breuning, 1976
  - Oberea latipennis Gressitt 1939
  - Oberea lepesmei Breuning, 1956
  - Oberea lepesmiana Breuning, 1956
  - Oberea leucothrix Toyoshima, 1982
  - Oberea linearis (Linnaeus, 1761) – dłużynka leszczynówka
  - Oberea longissima Aurivillius 1907
  - Oberea luluensis Breuning, 1950
  - Oberea lutea Thunberg, 1787
  - Oberea lyncea Pascoe, 1867
  - Oberea macilenta Newman, 1842
  - Oberea maculicollis Lucas, 1842
  - Oberea mangalorensis Gardner, 1941
  - Oberea manipurensis Breuning, 1961
  - Oberea matangensis Breuning, 1962
  - Oberea mauritanica Lucas, 1888
  - Oberea medioflavoantennalis Breuning, 1961
  - Oberea mediofusciventris Breuning, 1962
  - Oberea melanocephala Aurivillius, 1914
  - Oberea melanostoma Heller, 1915
  - Oberea mentaweiensis Breuning, 1961
  - Oberea meridionalis Breuning, 1961
  - Oberea micholitzi Heller, 1915
  - Oberea mimetica Heller, 1915
  - Oberea mixta Bates, 1873
  - Oberea monticola Fisher, 1935
  - Oberea morio Kraatz, 1879
  - Oberea morosa Pascoe, 1867
  - Oberea mundula Pascoe, 1867
  - Oberea mutata Pascoe, 1867
  - Oberea myops Haldeman, 1847
  - Oberea neavei Aurivillius, 1914
  - Oberea nefasta Pascoe, 1867
  - Oberea neptis Pascoe, 1867
  - Oberea neutralis Pascoe, 1867
  - Oberea nigerrima Breuning, 1950
  - Oberea nigrescens Breuning, 1961
  - Oberea nigriceps White, 1844
  - Oberea nigripennis Breuning, 1950
  - Oberea nigripes Breuning, 1950
  - Oberea nigriventris Bates, 1873
  - Oberea nigroapiciventris Breuning, 1962
  - Oberea nigrobasipennis Breuning, 1950
  - Oberea nigrocincta Aurivillius, 1907
  - Oberea nigrofemoralis Breuning, 1950
  - Oberea nigrolateralis Breuning, 1950
  - Oberea nigrolineata Aurivillius, 1916
  - Oberea nigrolineatipennis Breuning, 1970
  - Oberea nigrotibialis Breuning, 1972
  - Oberea notata Pic, 1936
  - Oberea nyassana Breuning, 1956
  - Oberea ocellata Haldeman, 1847
  - Oberea octava Schwarzer, 1927
  - Oberea oculata (Linnaeus, 1758) – dłużynka dwukropkowa
  - Oberea ohbayashii Kurihara 2009
  - Oberea oculaticollis Say, 1824
  - Oberea okinawana Kasukabe, 1992
  - Oberea opaca Gahan, 1907
  - Oberea opacipennis Breuning, 1961
  - Oberea ophidiana Pascoe, 1858
  - Oberea ornativentris Breuning, 1961
  - Oberea orothi Breuning 1962
  - Oberea pagana Harold, 1880
  - Oberea palawanensis Breuning, 1961
  - Oberea pallida Casey, 1913
  - Oberea pallidula Gerstäcker, 1855
  - Oberea paraneavei Breuning, 1976
  - Oberea pararubetra Breuning, 1965
  - Oberea parteflavoantennalis Breuning, 1961
  - Oberea partenigricollis Breuning, 1961
  - Oberea pedemontana Chevrolat, 1856
  - Oberea perspicillata Haldeman 1847
  - Oberea philippinensis Breuning, 1961
  - Oberea phungi Breuning, 1961
  - Oberea pictipes Pascoe, 1867
  - Oberea pigra (Newman, 1851)
  - Oberea pontianakensis Breuning, 1962
  - Oberea postbrunnea Breuning, 1977
  - Oberea posticata Gahan, 1895
  - Oberea praedita Pascoe, 1867
  - Oberea praelonga Casey, 1913
  - Oberea praemortua Heyden, 1862 †
  - Oberea prateflavoantennalis Breuning, 1961
  - Oberea protensa Pascoe, 1867
  - Oberea pruinosa Casey, 1913
  - Oberea pseudannulicornis Breuning, 1982
  - Oberea pseudobalineae Breuning, 1955
  - Oberea pseudolacana Breuning, 1956
  - Oberea pseudoneavei Breuning, 1976
  - Oberea pseudonigrocincta Breuning, 1961
  - Oberea pseudopascoei Breuning, 1950
  - Oberea pseudopictipes Breuning, 1961
  - Oberea pseudoposticata Breuning, 1961
  - Oberea pseudovaricornis Hunt et Breuning, 1956
  - Oberea puncticollis Breuning, 1961
  - Oberea punctiventris Heller, 1915
  - Oberea pupillata (Gyllenhal, 1817) – dłużynka wiciokrzewowa
  - Oberea pupillatoides Breuning 1947
  - Oberea quadricallosa LeConte, 1874
  - Oberea quianga Heller, 1915
  - Oberea reductesignata Pic, 1916
  - Oberea reimschi Breuning, 1961
  - Oberea rhodesica Breuning, 1953
  - Oberea rondoni Breuning, 1965
  - Oberea rotundipennis Breuning, 1956
  - Oberea rubetra Pascoe, 1858
  - Oberea ruficeps Fischer von Waldheim, 1842
  - Oberea ruficollis (Fabricius, 1792)
  - Oberea rufiventris Aurivillius, 1914
  - Oberea rufoantennalis Breuning, 1961
  - Oberea rufomaculata Kono et Tamanuki, 1924
  - Oberea rufosternalis Breuning, 1961
  - Oberea rufotrigonalis Breuning, 1950
  - Oberea sanghirica Breuning, 1961
  - Oberea sanguinalis (Kolbe, 1893)
  - Oberea sansibarica Harold, 1880
  - Oberea savioi Pic, 1924
  - Oberea schaumii LeConte, 1852
  - Oberea scutellaris Gerstäcker, 1855
  - Oberea scutellaroides Breuning, 1947
  - Oberea semifusca Breuning, 1961
  - Oberea semifuscipennis Breuning, 1950
  - Oberea semimaura Pascoe, 1867
  - Oberea seminigra Chevrolat, 1841
  - Oberea semiorbifera Aurivillius, 1914
  - Oberea semirubra Breuning, 1961
  - Oberea senegalensis Breuning, 1961
  - Oberea sericeiventris Breuning, 1950
  - Oberea shibatai Hayashi, 1962
  - Oberea shirahatai Ohbayashi, 1956
  - Oberea shirakii Hayashi, 1963
  - Oberea silhetica Breuning, 1961
  - Oberea sinense Pic, 1902
  - Oberea sobosana Ohbayashi, 1956
  - Oberea sobrina Boisduval, 1835
  - Oberea strigicollis Gressitt, 1942
  - Oberea subabdominalis Breuning, 1961
  - Oberea subannulicornis Pic, 1916
  - Oberea subbasalis Breuning, 1950
  - Oberea subdiscoidalis Lepesme et Breuning, 1952
  - Oberea subelongatipennis Breuning, 1955
  - Oberea subferruginea Breuning, 1965
  - Oberea subneavei Breuning, 1961
  - Oberea subnigrocincta Breuning, 1950
  - Oberea subsericea Breuning, 1961
  - Oberea subsuturalis Breuning, 1954
  - Oberea subtenuata Breuning, 1968
  - Oberea subteraurea Breuning, 1961
  - Oberea subvaricornis Breuning, 1961
  - Oberea subviperina Breuning, 1960
  - Oberea sumbawana Breuning, 1961
  - Oberea sumbawanica Breuning, 1961
  - Oberea sumbawensis Breuning, 1961
  - Oberea taihokuensis Breuning, 1961
  - Oberea taiwana Matsushita, 1933
  - Oberea tatsienlui Breuning, 1947
  - Oberea tenggeriana Breuning, 1963
  - Oberea tetrastigma Gressitt, 1951
  - Oberea travancorensis Breuning, 1961
  - Oberea tricolor Aurivillius, 1924
  - Oberea tricoloricornis Breuning, 1961
  - Oberea trigonalis Breuning, 1950
  - Oberea trilineata Chevrolat, 1858
  - Oberea tripunctata (Swederus, 1787)
  - Oberea truncatipennis Breuning, 1962
  - Oberea ulmicola Chittenden, 1904
  - Oberea umebayashii Ohbayashi, 1964
  - Oberea unimaculicollis Breuning, 1961
  - Oberea uninotaticollis Pic, 1939
  - Oberea unipunctata Gressitt, 1939
  - Oberea viperina Pascoe, 1858
  - Oberea vittata Blessig, 1873
  - Oberea walkeri Gahan, 1894
  - Oberea wittei Breuning, 1954
  - Oberea yaoshana Gressitt, 1942
  - Oberea yasuhikoi Kusakabe, 2001
  - Oberea yunnana Pic, 1926
  - Oberea yunnanensis Breuning, 1947